# نانسی کیز
نانسی لوئیز کیز (انگلیسی: Nancy Louise Kyes؛ زادهٔ ۱۹ دسامبر ۱۹۴۹) با نام هنریِ نانسی لومیس یک هنرپیشه و مجسمه‌ساز اهل ایالات متحده آمریکا است. وی بین سال‌های ۱۹۷۶ تا ۱۹۹۲ میلادی فعالیت می‌کرد.

## گزیدهٔ فیلم‌شناسی
- مه (۱۹۸۰)
- هالووین (۱۹۷۸)
- حمله به کلانتری ۱۳ (۱۹۷۶)